# Intermediair (tijdschrift)
Intermediair was een gratis Nederlands weekblad voor hoogopgeleiden. Sinds 2018 is Intermediair alleen nog als website beschikbaar.
Het blad werd in 1965 opgericht door Lo de Gruyter en L. Aardenburg. Het was gratis voor in Nederland woonachtige personen tot 45 jaar met een voltooide hbo- of academische opleiding. Personen die buiten deze doelgroep vielen, moesten betalen voor het abonnement. De kosten van het uitbrengen van Intermediair werden opgevangen door de relatief grote hoeveelheid advertenties in het blad. Aanvankelijk verscheen Intermediair als maandblad, maar na twee jaar werd besloten het tweewekelijks uit te gegeven. In 1969 werd het uiteindelijk een weekblad. In 1971 werd een aantal van 100.000 abonnees bereikt.
Intermediair schreef over onderwerpen op het gebied van arbeidsmarkt en netwerken, maar ook over zaken als economie, wetenschap, techniek en trends. In het blad was tevens een uitgebreid vacatureaanbod beschikbaar.
Er was ook een aparte editie voor België, zowel in het Nederlands als het Frans.
In 2012 werd besloten om de papieren uitgave stop te zetten. De onlineversie (die ook door niet-leden gratis geraadpleegd kon worden) bleef wel behouden. Sinds 2018 is er ook geen digitale editie meer van het weekblad. Artikelen worden nu op de website geplaatst zodra deze beschikbaar zijn. Ook is het aantal rubrieken teruggebracht.